# ヴェリカ・ポラナ
ヴェリカ・ポラナ（スロベニア語: Velika Polana、ハンガリー語: Nagypaliná）は、スロベニアの都市である。「ポラナ」とはスラブ語系の地名によくあるもので、森林の中の開けた野原を意味し、「大原、大野」といった意味である。